# دختر پرخطر
دختر پرخطر (انگلیسی: The Danger Girl) یک فیلم صامت آمریکایی است که در سال ۱۹۱۶ منتشر شد. سبک این فیلم کمدی می‌باشد. از بازیگران آن می‌توان به گلوریا سوانسون اشاره کرد.